# Sziámi macska
A sziámi egy kedvelt, a Távol-Keletről származó macskafajta. Nevét Sziámról, a mai Thaiföldről kapta. Az első példányt Peter Simon Pallas német természettudós írta le 1794-es, Kaszpi-tengeri expedícióján. Az első példányok az 1870–1880-as években kerültek Angliába. A történetírók szerint Sir Owen Gould, a V. Ráma sziámi király udvarába delegált brit nagykövet figyelt fel rájuk 1884-ben. Két csokoládészínű példányt (egy Pho és egy Mia nevű cicát) hazavitt Angliába, és egyikük egy leszármazottja az 1888-as londoni macskakiállításon a Crystal Palace-ban elnyerte "A legszebb macska" címet. Különleges színeivel és alkatával nagy feltűnést keltett a 19. századi Angliában. A szakértők sem tudnak megegyezni abban, hogy a sziámi macska mutáció eredménye-e vagy a nyugat–afrikai aranymacska leszármazottja. Tartása kezdetekben a gazdagok kiváltsága volt, egzotikumként kezelték és nagyon elkényeztették őket. Az első fajtát hivatalosan 1900-ban jegyezték be.

## Jellemzői
Különlegessége, hogy a kölykök teljesen fehéren jönnek a világra, és jellemző színeik csak később jelennek meg: először a füleiken, majd a pofán, a farkon, a lábakon és a hímeknél a herezacskón. Ezt a típusú mintázatot colorpointnak nevezzük. A nőstények 8-9 hónapos korukra, a kandúrok már 7 hónaposan elérik a nemi érettséget.

### Teste
Közepes testalkatú, szép, elegáns, karcsú és izmos, hosszú, hajlékony macska. Nyaka kecses és karcsú. Mellkasa és válla soha nem szélesebb a csípőjénél. Lábai hosszúak és karcsúak, mancsa kecses, ovális. Farka ostorszerű, nagyon hosszú, elkeskenyedő.

### Feje
Ék alakú koponyája az orrtól a fülekig egyenes vonalban szélesedik. Orra hosszú és egyenes, homloka lapos. Profilja enyhén domború; álla az orrheggyel egy vonalban. Élénk mélykék, keleties vonású szemei távol ülnek.

### Természete
Erőteljes,sokat nyávog. Szereti a kényeztetést, a simogatást, szeret a figyelem középpontjában állni. Intelligens, játékos, könnyen pórázra szoktatható.

### Színei

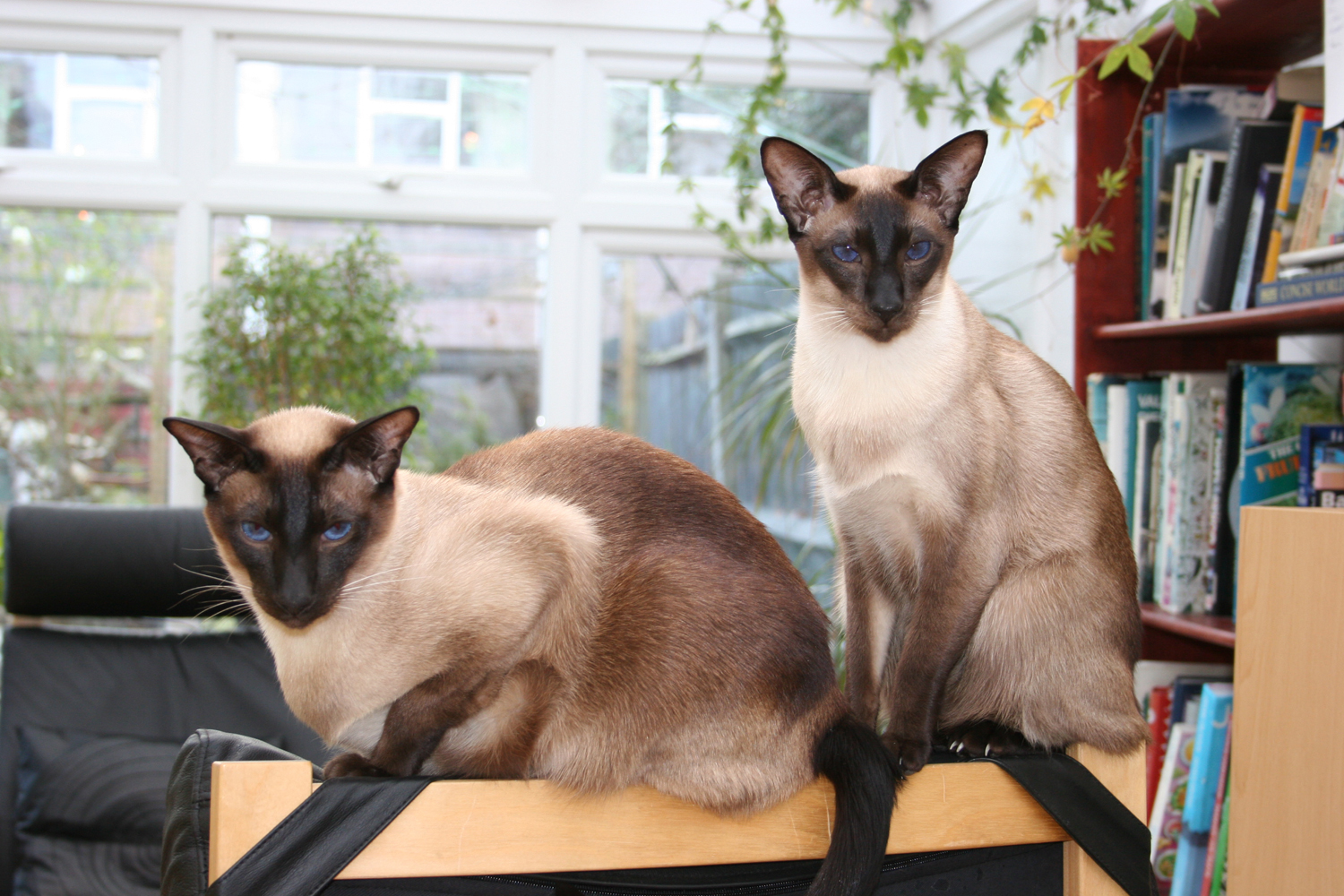
Fókaszínű sziámi macskák

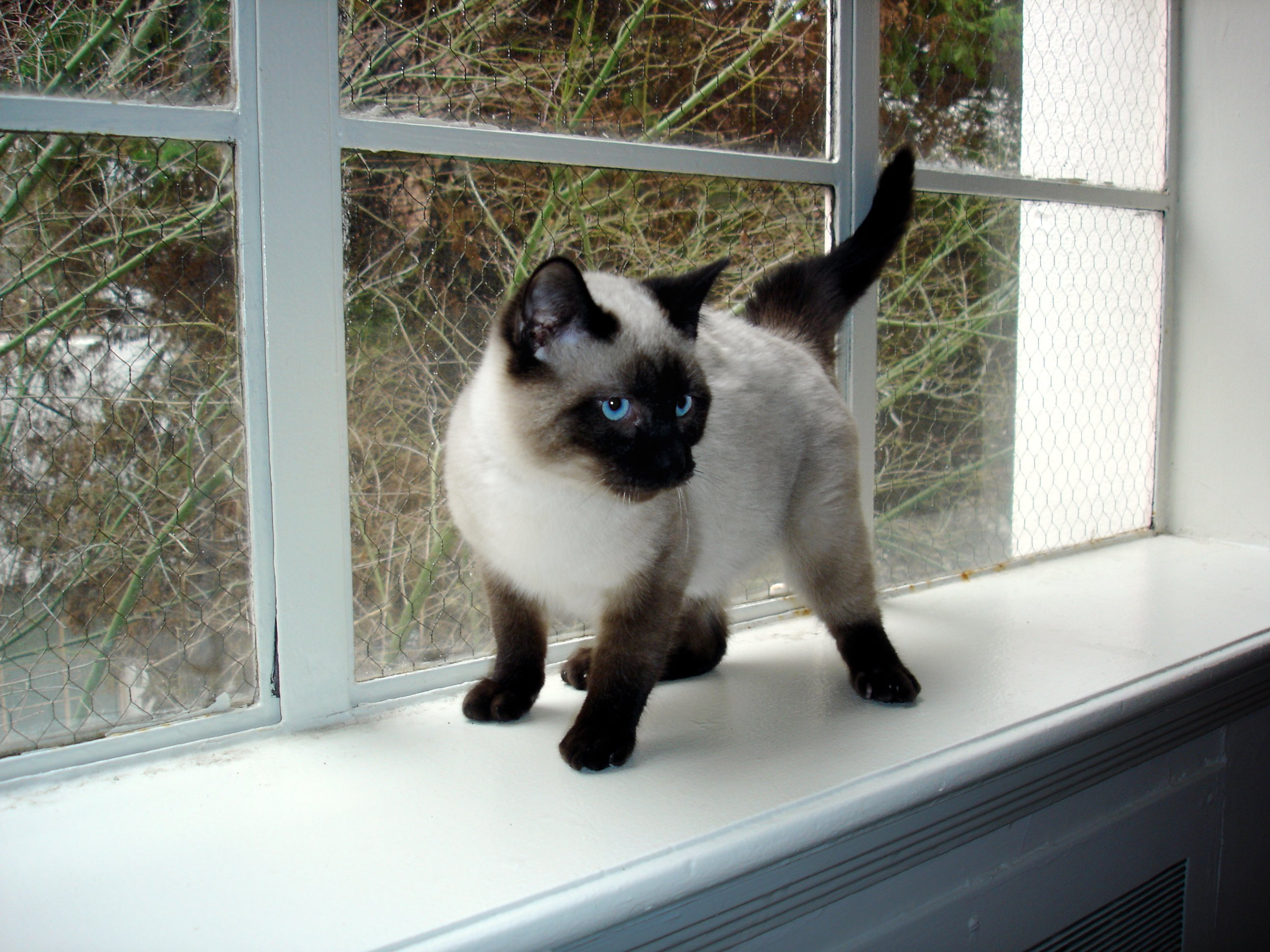
Fókaszínű sziámi kiscica

1. Fókaszínű sziámi macska. Nagyon rövid a szőrzete, finom tapintású, meleg krémszínű. A macska hátulsó részén sötétebb árnyalatú, gyomra és mellkasa tájékán világosabb, szőrvégei mély fókabarnák.
2. Csokoládéjegyű sziámi macska. Elefántcsontszínű teste van, szőrvégei kakaóbarnák, az orr és a mancsok fahéjszínűek, szemei sötétkékek.
3. Kékjegyű sziámi macska. Az első kékjegyű sziámik is Sziámból származnak. 1894-ben egy kékjegyű nőstényt vettek fel a Siamese Cat Club (Sziámi Macska Klub) nyilvántartásába. Az 1896-os londoni Holland House kiállításon mutatkozott be. 1926-ban további 16 kék sziámi érkezett, ezeket is bejegyezték az angol törzskönyvbe. A jegyek kékesszürkék, a test színe gleccserfehér, a háton és az oldalakon könnyed jégkék színezéssel. Az orr és a talppárnák kékesszürkék.

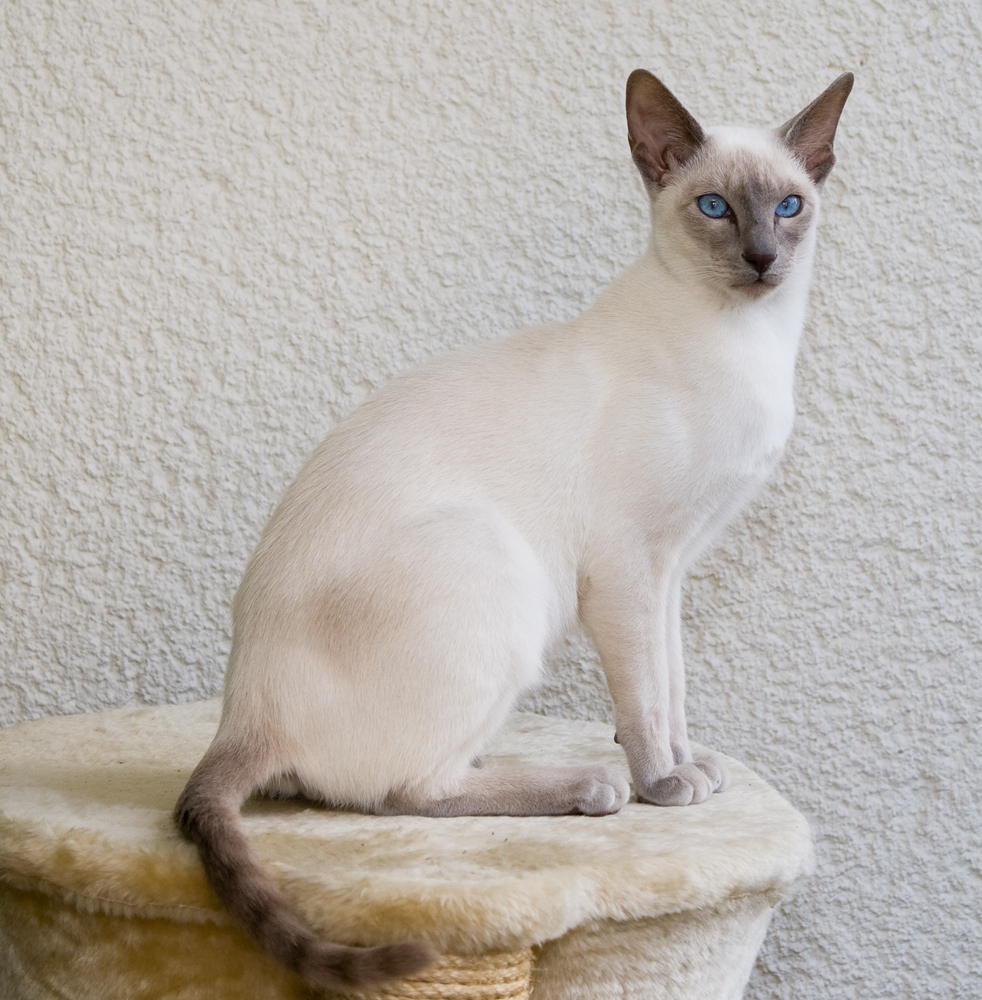
Lilajegyű sziámi macska

1. Lilajegyű sziámi macska. A szervezet rossz vérellátása miatt az akromelániás jegyek[3] csak a füleken, a pofán, a végtagokon, a farkon figyelhetők meg. Azok a macskák, amelyek hosszabb ideig éltek hűvösebb helyen, vagy télen a szabadban tartózkodnak, azoknak a szőre sötétebb, míg a melegebb helyen élőknek világosabb. A szemük sötétkék, a világos szeműeket nem szabad tovább tenyészteni, mert kancsalság előfordulhat, ami öröklődhet.
2. Red-Point (vörösjegyű) sziámi macska. A vörösjegyű sziámi a teknőctarka változatból alakult ki a hatvanas években. 1966-ban önálló változatként is elismerték. Alapszíne piszkosfehér, halvány krémes árnyalattal. Az akromelániás jegyei vörös színűek, talppárnái és az orrtükre rózsaszínű.
3. Krémjegyű sziámi macska. Ezt a változatot 1973-ban szabványosították, a krémszínt a halványító gén közbeiktatásával hozták létre. Jelenleg még csak néhány példány található a kiállításokon. Jellemző rá, hogy a szőrzet alapszíne krémfehér, ezen figyelhetők meg a pasztell jegyek. Orrtükre és talppárnái is rózsaszínűek.
4. Teknőctarka (Tortie-Point) sziámi macska. A teknőctarka szín csak a nőstény macskákra jellemző, szintén genetikai okokból. A vörös és a fekete árnyalatai az elfogadottak. A foltoknak jól körülhatároltaknak és egyenletesen eloszlónak kell lenni az egész testen.
5. Teknőctarka-cirmosjegyű (Tortie-Tabby-Point) sziámi macska.[4]
6. Cirmosjegyű (Tabby-Point) sziámi macska.